# Коротич, Виктор Викторович
Виктор Викторович Коротич (род. 1980) — российский оперный певец, солист Мариинского театра.

## Биография
Родился 3 октября 1980 года в Нижневартовске. Выпускник Донецкой государственной музыкальной академии имени Сергея Прокофьева.
Педагог — Геннадий Георгиевич Каликин, народный артист Украины.
С 2007 года выступает на сцене Мариинского театра, дебют — в роли Папагено в спектакле «Волшебная флейта». С 2015 года является солистом его оперной труппы. Также является приглашённым солистом детского музыкального театра «Зазеркалье» под руководством Александра Петрова и Павла Бубельникова.
• Награждён дипломом премии «Театральная маска Осетии» за исполнение партии Эскамильо в спектакле «Кармен».
• Заслуженный артист Республики Северная Осетия — Алания (2010).
• Лауреат Национальной оперной премии «Онегин» 2018 г. и
• Лауреат Высшей театральной премии Санкт-Петербурга «Золотой софит» (2018; за роль Григория Грязного в опере «Царская невеста» в театре «Зазеркалье»)
• Лауреат премии Правительства Санкт-Петербурга в области культуры и искусства за 2020 год.
В 2017 году вместе с Эдемом Умеровым и Владимиром Самсоновым включён в базу данных украинского сайта «Миротворец» по причине выступления ведущих солистов Мариинского театра на территории ДНР.